# Виїмково-транспортне судно
Виїмко́во-тра́нспортне судно́ (виймально-транспортне судно; рос. выемочно-транспортное судно, англ. trailing dredger, нім. Baggertransportschiff n) 
— самохідне ґрунтодобувне судно, що забезпечує виймання, піднімання в трюм, а також доставку і вивантаження ґрунту. Сучасні В.-т.с. застосовують при видобутку піску і ґравію з річок, озер, на шельфах морів і океанів в районах, не захищених від хвиль, з течіями та інтенсивним судноплавством. 
Найпоширеніші землесосні В.-т.с. Землесосні В.-т.с. забезпечують глибину ґрунтозабору 20 — 30 м, а у окремих суден до 35 м. Продуктивність ґрунтопомпового обладнання по пульпі — 15000 — 27 000 м3/год, концентрація твердого в пульпі 30-75 %. Перспективними є В.-т.с. обладнані ерліфтними установками. Вони можуть використовуватися як на внутнішніх водоймах, так і в морях та океанах. Сучасні ерліфтні В.-т.с. (земснаряди) для внутрішніх водойм забезпечують глибину ґрунтозабору 10-70 м (ерліфт Бадж-71, США — до 120 м). Продуктивність по ґрунту — від 40 до 1000 і більше м3/год. Ерліфтні В.-т.с. для морів та океанів забезпечують глибину ґрунтозабору 1000 м (в Україні є розробки, що забезпечують глибину ґрунтозабору 6000 м).